# Bluetooth

Logo protokolu

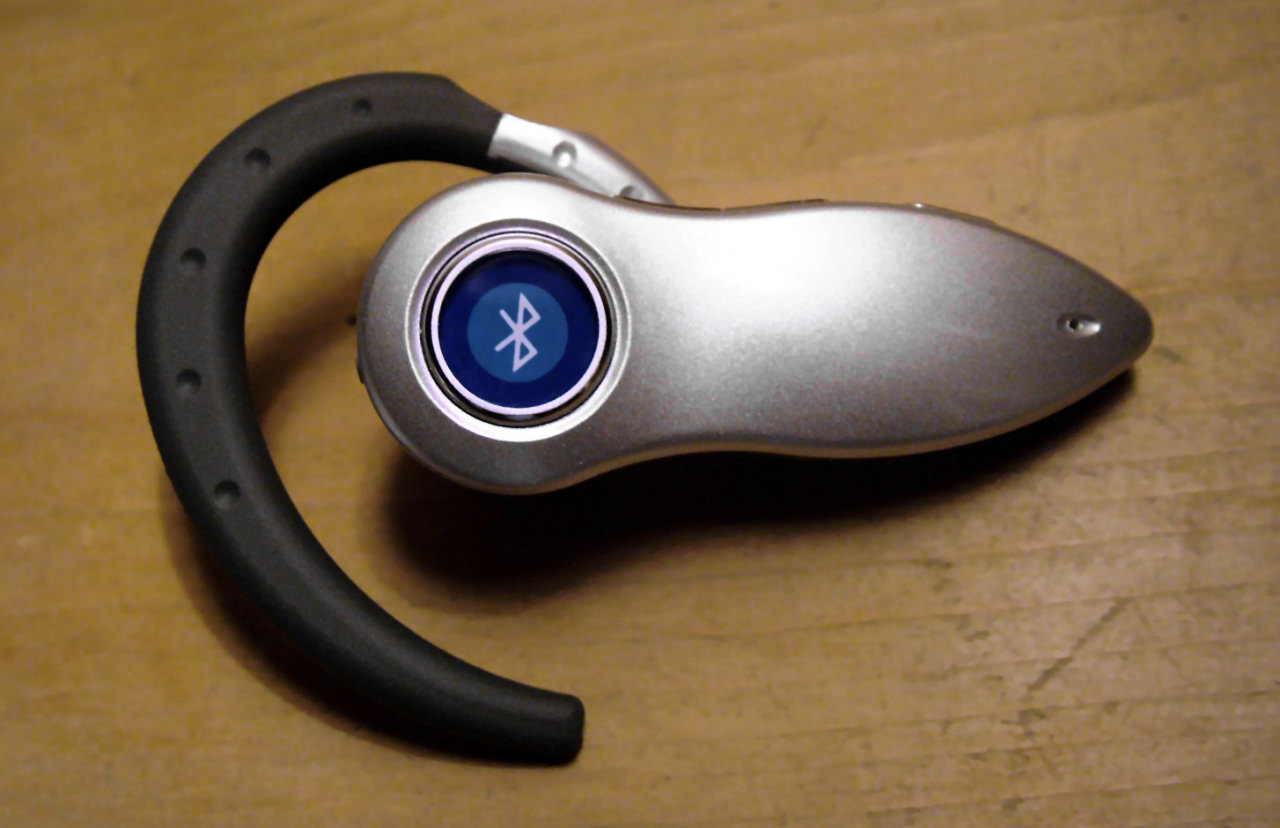
Příklad Bluetooth zařízení – bezdrátové sluchátko

Bluetooth je v informatice otevřený standard pro bezdrátovou komunikaci propojující dvě a více elektronických zařízení, jako například mobilní telefon, PDA, osobní počítač nebo bezdrátová sluchátka. Vytvořen byl v roce 1994 firmou Ericsson jako bezdrátová náhrada za sériové drátové rozhraní RS-232.

## Původ názvu
Název Bluetooth je odvozen z anglického jména dánského krále Haralda Modrozuba (bluetooth znamená v angličtině „modrozub“) vládnoucího v 10. století. Ten využil svých diplomatických schopností k tomu, aby válčící kmeny přistoupily k diskusi a ukončily vzájemné rozepře. Právě této analogie bylo využito pro název technologie Bluetooth, která podobně jako kdysi král Harald slouží k usnadnění vzájemné komunikace. Znak Bluetooth vznikl spojením runových znaků pro písmena H a B.

## Specifikace
| Class   | Maximální povolený výkon | Maximální povolený výkon | Dosah (přibližný) |
| Class   | mW                       | dBm                      | Dosah (přibližný) |
| ------- | ------------------------ | ------------------------ | ----------------- |
| Class 1 | 100                      | 20                       | ~100 metrů        |
| Class 2 | 2,5                      | 4                        | ~10 metrů         |
| Class 3 | 1                        | 0                        | ~1 metr           |

| Verze           | Rychlost přenosu dat       | Maximální propustnost |
| --------------- | -------------------------- | --------------------- |
| Verze 1.2       | 1 Mbit/s                   | 0,7 Mbit/s            |
| Verze 2.0 + EDR | 2,1 Mbit/s                 | 1,4 Mbit/s            |
| Verze 3.0 + HS  | 24 Mbit/s (přes Wi-Fi)     |                       |
| Verze 4.0       | 1 Mbit/s (více přes Wi-Fi) |                       |
| Verze 5.0       | 2 Mbit/s (více přes Wi-Fi) |                       |

Technologie Bluetooth je normalizována standardem IEEE 802.15.1. Spadá do kategorie osobních počítačových sítí, tzv. PAN (Personal Area Network). Vyskytuje se v několika verzích, v roce 2010 byla nejvíce využívaná verze 2.0, která byla implementována ve většině prodávaných zařízení, jako jsou např. mobilní telefony, notebooky, televize. 
Specifikace Bluetooth 2.0 EDR (Enhanced Data-Rate) zavedla novou modulační techniku pi/4-DQPSK, čímž se zvýšila datová propustnost na trojnásobnou hodnotu oproti Bluetooth 1.2 (2,1 Mbit/s). Výdrž baterie je výrazně vyšší, protože samotné navázání spojení i přenos probíhají v daleko kratší době než u starších verzí Bluetooth. Následovala verze 3.
V roce (2011) bylo vyvinuto rozhraní Bluetooth 4.0 pro větší dosah (až 100 metrů), menší spotřebu elektrické energie a také s podporou šifrování AES-128. Následovaly verze 4.1, 4.2 od prosince 2014.
Od 16.6. 2016 nastoupila verze Bluetooth 5.0 s přenosovou rychlostí až 2 Mbit/s. Umožňuje čtyři volby přenosové rychlosti mezi 2Mb/s až 125kbit/s, čím menší přenosová rychlost, tím větší dosah, který je oproti verzi 4.2 až čtyřnásobný (tedy ve volných prostranstvích až 200 metrů), podle Marka Powella, výkonného ředitele společnosti Bluetooth SIG. Bezdrátové vysílání (broadcasting) nebylo v případě Bluetooth 4.2 příliš oblíbené kvůli malé velikosti zpráv, omezené na 31 bajtů. Bluetooth 5 umožňuje vysílání zpráv až o velikosti 255 bajtů, díky čemuž nachází využití také například v majácích používaných pro reklamní trh či navigaci v nákupních centrech a podobných prostorách. Verze Bluetooth 5.0 je zpětně kompatibilní s předchozími verzemi 4.2, 4.1, 4, 3, 2.1., 2. Zařízení s Bluetooth 5.0 je energeticky méně náročné (tj. například mobil s verzí 5 vydrží při poslechu hudby déle bez připojení, než se baterie vybije.). Je bezpečnější a také odolnější proti rušení. 

### Rádiové rozhraní
Bluetooth pracuje v bezlicenčním ISM pásmu 2,4 GHz (stejném jako u Wi-Fi). K přenosu využívá metody FHSS, kdy během jedné sekundy je provedeno 1600 skoků (přeladění) mezi 79 frekvencemi s rozestupem 1 MHz. Tento mechanismus má zvýšit odolnost spojení vůči rušení na stejné frekvenci. Je definováno několik výkonových úrovní (1 mW, 10 mW, 100 mW), s nimiž je umožněna komunikace do vzdálenosti 1–100 m. Udávané hodnoty ovšem platí jen ve volném prostoru. Pokud jsou mezi komunikujícími zařízeními překážky (typicky například zdi, tělo uživatele), dosah rychle klesá. Většinou ovšem nedochází ke skokové ztrátě spojení, ale postupně se zvyšuje počet chybně přenesených paketů.

### Vyšší síťové vrstvy
Přenosová rychlost se pohybuje okolo 720 kbit/s (90 KiB/s) a je možné vytvořit datový spoj symetrický, případně asymetrický, kdy přenosová rychlost při příjmu (downlink) je vyšší než při odesílání (uplink). Jednotlivá zařízení jsou identifikována pomocí své adresy BD_ADDR (BlueTooth Device Address) (někdy BDA) podobně, jako je MAC adresa u Ethernetu.
Bluetooth podporuje jak dvoubodovou, tak mnohabodovou komunikaci. Pokud je více stanic propojeno do ad-hoc sítě (tzv. piconet), působí jedna radiová stanice jako řídicí (master) a může simultánně obsloužit až 7 podřízených (slave) zařízení. Všechna zařízení v pikosíti se synchronizují s taktem řídicí stanice a se způsobem přeskakování mezi kmitočty. Specifikace dovoluje simultánně použít až 10 pikosítí na ploše o průměru 10 metrů a tyto pikosítě dále sdružovat do tzv. scatternets neboli „rozprostřených“ sítí.

### Bluetooth a Wi-Fi
Implementačně je u Wi-Fi s Bluetooth podobný tzv. ad-hoc způsob komunikace. Wi-Fi pracuje na linkové vrstvě síťového modelu ISO/OSI, nestará se o typ přenášeného protokolu. Naproti tomu Bluetooth řeší sám o sobě vyšší, až aplikační vrstvy síťového modelu. Z toho vyplývá, že pro každý typ připojitelného zařízení musí mít Bluetooth definován speciální protokol, pomocí kterého s ním bude komunikovat. Tento způsob komplikuje vývoj softwarové podpory Bluetooth (tj. ovladač zařízení), ale i kompatibilitu jednotlivých implementací, jež mohou obsahovat chyby, které způsobí nefunkčnost komunikace. Na druhou stranu však zjednodušují vývoj software, který dané zařízení používá a konfiguraci jednotlivých zařízení, která mají být propojena.
V roce 2023 představila firma Quallcom technologii XPAN (Expanded Personal Area Network), která by kvůli většímu dosahu a datové propustnosti měla Bluetooth nahradit pomocí Wi-Fi. Jako první by se měla technologie uplatnit u bezdrátových sluchátek, které přijdou na trh v roce 2025, a která budou nabízet možnost komunikace jak pomocí Bluetooth, tak XPAN/Wi-Fi.

## Bluetooth zařízení
Bluetooth je integrováno v mnoha zařízeních, jako je iPod Touch, Lego Mindstorms EV3, PlayStation 3, PSP Go, telefony, Nintendo Wii aj. Technologie je použita při přenosu informací mezi dvěma nebo více zařízeními, která jsou blízko sebe. Bluetooth je běžně používán v mobilních telefonech často spojené s náhlavní soupravou nebo v přenosu dat mezi telefonem a počítačem. Bluetooth protokoly usnadňují rozpoznání a nastavení služeb mezi jednotlivými zařízeními. Bluetooth zařízení mohou využít všech služeb, které poskytují.

## Požadavky počítače

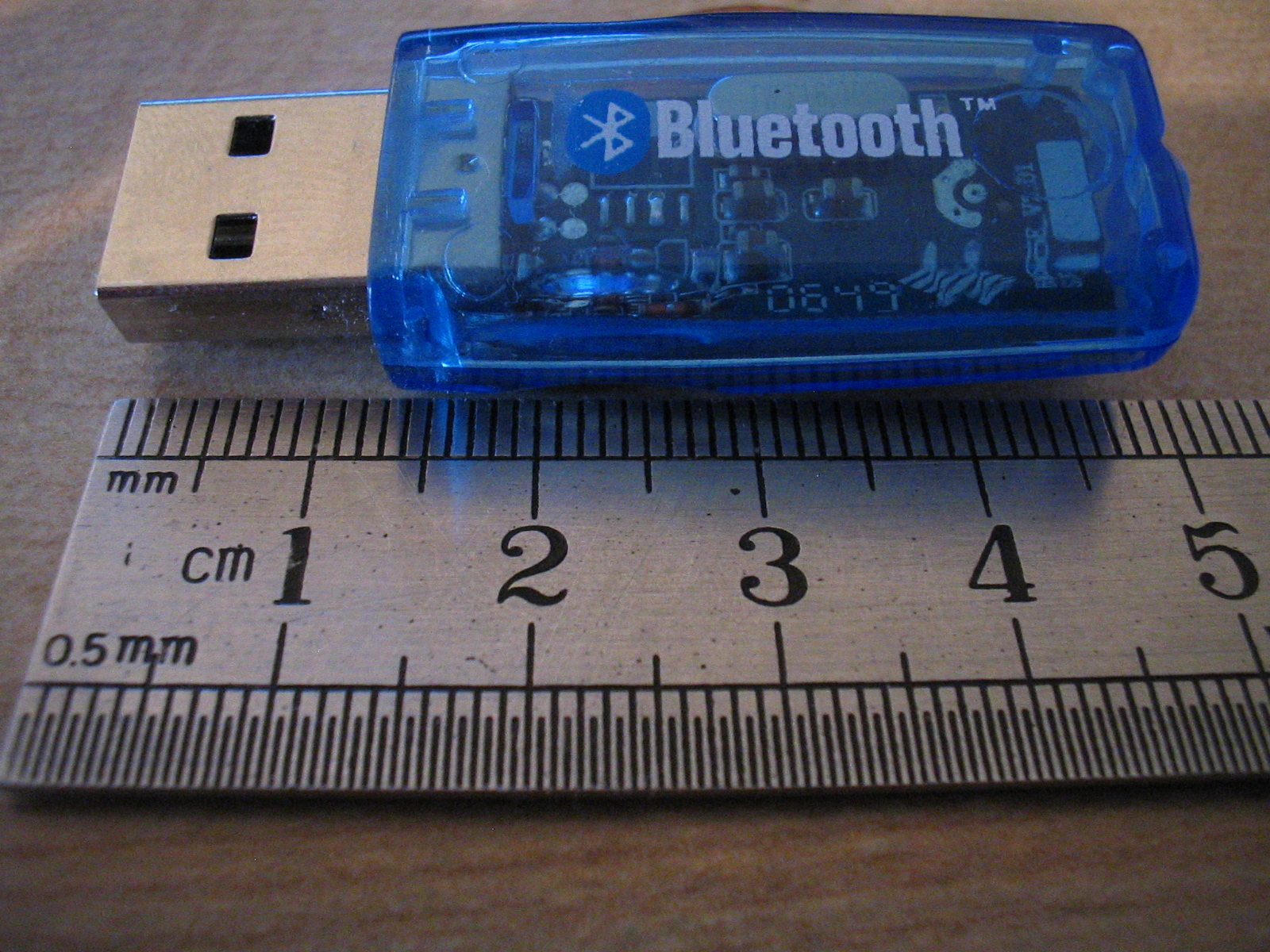
Bluetooth adaptér

Osobní počítač, který nemá vestavěné Bluetooth, může použít adaptér Bluetooth, který umožní počítači komunikovat s ostatními zařízeními Bluetooth, například mobilními telefony, počítačovou myší, klávesnicí. Zatímco některé stolní počítače a nejnovější notebooky mají vestavěný přijímač Bluetooth, ostatní zařízení budou vyžadovat externí přijímač v podobě hardwarového zařízení. Na rozdíl od svého předchůdce IrDA, který vyžaduje pro komunikaci s každým zařízením jeden vyhrazený adaptér, Bluetooth umožňuje více zařízením zároveň komunikovat s počítačem přes jeden sdílený adaptér.

### Podpora operačních systémů
Apple podporuje Bluetooth od macOS v10.2, který byl uvolněn v roce 2002. Pro Windows XP je pro SP2 a novější podporován Bluetooth 1.1, 2.0 a 2.0 +EDR (předchozí verze vyžadovaly od uživatele instalaci ovladačů, které nebyly přímo podporovány společností Microsoft). Windows Vista s Feature Pack pro bezdrátové sítě nebo Windows Vista SP2 podporují Bluetooth 2.1 +EDR. Windows 7 podporují Bluetooth 2.1+EDR a rozšířenou kontrolu EIR. Zmíněné verze Windows nativně podporují tyto profily: PAN, SPP, DUN, HID, HCRP. Využít lze též implementace Bluetooth od třetích stran, které mohou podporovat novější verze Bluetooth nebo další profily. Pro Linux existují pro Bluetooth dvě implementace: BlueZ a Affix. BlueZ je součástí většiny linuxových jader a byl původně vyvinut společností Qualcomm. Affix byl vyvinut firmou Nokia. Systém FreeBSD nabízí podporu Bluetooth od verze 5.0. NetBSD podporuje Bluetooth od verze 4.0, implementace byla portována též na OpenBSD.

### Požadavky mobilního telefonu
Mobilní telefon je schopen spárovat se s mnoha zařízeními. Aby byla zajištěna co nejširší podpora funkcí spolu se staršími zařízeními, Open Mobile Terminal Platform (OMTP) fórum vydalo doporučený dokument s názvem „Bluetooth Local Connectivity“.

## Specifikace a funkce
Specifikace Bluetooth byla vyvinuta v roce 1994 Jaapem Haartsenem a Svenem Mattissonem, kteří pracovali pro Ericsson ve švédském Lundu. Specifikace je založena na přeskakování několika frekvencí FHSS. Specifikace byly formalizovány Bluetooth Special Interest Group (SIG). SIG byl oficiálně představen 20. května 1998. Dnes má členství více než 13.000 společností po celém světě. Založeno bylo společnostmi Ericsson, IBM, Intel, Toshiba a Nokia a později se přidalo mnoho dalších společností.

### Bluetooth 1.0 a 1.b
Verze 1.0 a 1.0b měla mnoho problémů a výrobci měli potíže, aby jejich výrobky byly interoperabilní.
Verze 1.0 a 1.0b obsahovala také povinné hardwarové adresy Bluetooth zařízení (BD_ADDR) v připojeném procesu (interpretace anonymity není možná na úrovni protokolu), který byl hlavní překážkou pro některé služby, plánované pro použití v Bluetooth.

### Bluetooth 1.1
- V roce 2002 schválen jako IEEE Standard 802.15.1
- Nalezeno mnoho chyb u verze 1.0b, byly stanoveny specifikace.
- Přidána podpora pro nešifrované kanály.
- Indikátor síly signálu (RSSI).

### Bluetooth 1.2
Zpětně kompatibilní s 1.1, k hlavnímu vylepšení patří:
- Rychlejší připojení a vyhledání zařízení.
- Přeskakování frekvence (AFH), která zlepšuje odolnost vůči rádiovému rušení a zamezení používání přeplněných frekvencí.
- Vyšší přenosové rychlosti než v1.1 až do 721 kbit/s.
- Rozšířená synchronní připojení (ESCO), která zlepšují kvalitu hlasu.Tím umožňuje přenosy poškozených souborů a může být zvolena zvýšená zvuková latence, která zajistí lepší podporu souběžného přenosu dat.
- Standardizované rozhraní mezi hostitelem a řadičem (HCI), podpora pro třídrátové USART rozhraní.
- V roce 2005 schválen jako IEEE Standard 802.15.1.
- Představeno řízení toku dat a režim L2CAP pro přenos.

### Bluetooth 2.0 + EDR
Specifikace Bluetooth verze 2.0 byla vydána v roce 2004. Tato nová verze poprvé měla funkci Enhanced Data Rate (EDR), která v tomto případě zprostředkovává přenosovou rychlost až 3 Mbs, což je oproti předchozím verzím veliké zrychlení. Výdrž baterie zařízení byla vylepšena.

### Bluetooth 2.1 + EDR
Bluetooth Core specifikace verze 2.1+EDR je plně zpětně kompatibilní s 1.2, a byla přijata sdružením Bluetooth SIG 26. července v roce 2007. Hlavním rysem v2.1 je bezpečné jednoduché párování (SSP), to zlepšuje spárování zařízení a zároveň používání zvýšené bezpečnosti. Podrobnější informace o párování níže. Verze 2.1 umožňuje různá další vylepšení, obsahuje např.: rozšířené informace EIR, která poskytuje více informací v průběhu vyhledávání, které umožní lepší třídění zařízení před připojením, což snižuje spotřebu energie v režimu nízké energie.

### Bluetooth 3.0 + HS
Specifikace verze 3.0 + HS Bluetooth Core byla přijata Bluetooth SIG dne 21. dubna 2009. Bluetooth 3.0 + HS podporuje teoretickou rychlost přenosu dat až 24 Mbit/s i když ne přes samotné propojení Bluetooth. Místo toho je Bluetooth použito k navázání spojení a vysokorychlostní přenos se provádí přes souběžné spojení 802.11 známé jako Wi-Fi. Novinkou je AMP (Alternate MAC/PHY) jako vysokorychlostní přenos dat. Pro APM se očekávají dvě nové technologie: 802.11 a UWB, ale pro UWB chybí specifikace. Vysokorychlostní přenos není povinnou součástí specifikace, a tudíž pouze zařízení s "+ HS" budou skutečně podporovat vysokorychlostní přenos dat Bluetooth přes Wi-Fi. Zařízení Bluetooth 3.0 bez přípony HS nebudou podporovat vysokorychlostní přenos, ale stačí mít podporu UCD (Unicast Connectionless Data).
Alternativní MAC / PHYPřenos dat technologií Bluetooth umožňuje použití alternativní vrstvy MAC a PHY. Technologie Bluetooth je stále používána k vyhledávání zařízení, k počátečnímu připojení a konfiguraci. K posílení množství dat je použita vysokorychlostní alternativa MAC PHY 802.11 (typicky spojená s Wi-Fi). Znamená to, že osvědčené připojení Bluetooth modelu s nízkým výkonem je použito při nečinnosti systému zatímco při odesílání velkého množství dat je použito rychlejší připojení.
Jednosměrné vysílání datSlužba povoluje odesílání dat bez zřízení explicitního L2CAP kanálu. Určen je pro aplikace vyžadující krátkou odezvu mezi akcí, kterou provede uživatel a připojením nebo přenosem dat. Vhodné pouze pro přenos malého objemu dat.

### Bluetooth 4.0
Specifikace Bluetooth verze 4.0 byla vydána v červenci 2010. Nová verze 4.0 nemá za cíl nahradit dřívější verzi 3.0, jak by se mohlo zdát. Klíčovou vlastností nové specifikace je nízkoenergetická náročnost vhodná pro zařízení nepotřebující vysoké datové toky.
Očekává se, že verzi 4.0 budou využívat například handsfree náhlavní soupravy, kterým se tak může výrazně zvýšit životnost na jedno nabití baterie. Oproti tomu při přenosu větších objemů (foto, audio, video soubory) se využije verze 3.0, která ve spojení s Wi-Fi modulem nabízí rychlý přenos dat.

### Bluetooth 4.1
Specifikace Bluetooth verze 4.1 byla vydána v roce 2013. Tato verze přinesla mnoho vylepšení. Mezi klíčové patří rozšíření dosahu, zlepšení stability mezi propojenými zařízeními a funkce lepší podpory pro obousměrnou komunikaci. 

### Bluetooth 4.2
Specifikace Bluetooth 4.2 byla vydána v prosinci 2014. Zahrnuje protokol 6LoWPAN, který ke komunikaci používají například chytré žárovky.

### Bluetooth 5
Specifikace Bluetooth 5 (číslo verze je bez desetinného místa) byla vydána 6. června 2016, první podporu mají nové mobilní telefony (flagship) z roku 2017 (Sony Xperia XZ, Samsung Galaxy S8, iPhone 8). Obchodníci přijali zkrácené označení Bluetooth 5. Pro BLE může krátkodobě zvýšit rychlost na 2 Mbps (na úkor dosahu) nebo naopak dosáhnout až 4× delšího dosahu na úkor rychlosti než verze 4.2. Zvýšení propustnosti by mělo pomoci při používání desítek IoT zařízení v jedné domácnosti. Zvyšuje kapacitu pro zařízení bez spojení, jako jsou zařízení pro určování pozice (navigace), například BLE majáky v tunelech či obchodních centrech. Společně s touto změnou byly přidané různé rozsahy rychlosti.

### Bluetooth 5.1
Specifikace Bluetooth 5.1 byla představena 21. ledna 2019. Mezi hlavní novinky patří podpora mesh sítí a AoA (určení směru, odkud přichází signál).

### Bluetooth 5.2
Specifikace Bluetooth 5.2 byla představena 31. prosince 2019, specifikace Bluetooth Low Energy Audio (BLE Audio) byla dokončena až 12. července 2022. Mezi hlavní vylepšení patří řízení výkonu pro BLE a podpora pro BLE Audio, které Bluetooth SIG představila v lednu 2020 na CES. Rozdílem proti Bluetooth Audio je, že Bluetooth LE Audio umožňuje úsporu elektrické energie při přenosu zvuku, umožňuje všesměrové vysílání (one-to-many a many-to-one), což umožňuje příjem zvuku více příjemců z jednoho zdroje nebo jeden příjemce z více zdrojů (viz též Auracast). Přináší nový LC3 kodek (pro zakódování přenášeného audia) a podporu pro naslouchátka.

### Bluetooth 5.3
Specifikace Bluetooth 5.3 byla představena 13. července 2021. Mezi vylepšení patří: Connection Subrating, Periodic Advertisement Interval, Channel Classification Enhancement, Encryption Key Size Control Enhancements. Zahrnuto naopak nebylo Alternate MAC and PHY (AMP) Extension.

### Bluetooth 5.4
Nejnovější specifikace Bluetooth je verze 5.4, která byla vydána v březnu roku 2023. Mezi její nové funkce patří Periodic Advertising with Responses (PAwR), což zjednodušeně poskytuje způsob, jak provádět energeticky výhodnou obousměrnou komunikaci s velkým počtem zařízení. Tato verze také zvyšuje bezpečnost při vysílání dat. 

## Technické informace

### Bluetooth protokol
Bluetooth je definován jako architekturová vrstva, kterou tvoří několik základních protokolů. Náhradní kabelový protokol, telefonní kontrolní protokol a protokol o příjmu Bluetooth. Pro Bluetooth jsou povinné protokoly LMP, L2CAP a SDP. Kromě toho jsou všeobecně podporovány protokoly HCI a RFCOMM.

#### LMP
Používá se k řízení radiového spojení mezi dvěma zařízeními a je realizován na řadiči.

#### L2CAP
Používá se k multiplexnímu logickému spojení mezi dvěma zařízeními pomocí různých protokolů vyšší úrovně. Poskytuje segmentaci a on-air pakety. V základním režimu L2CAP mají pakety minimální MTU 48 bajtů, výchozí hodnota je 672 bajtů a maximální až 64 KiB. Spolehlivost L2CAP režimu je dána opakovaným přenosem jedním kanálem a CRC kontrolou.
Do jádra Bluetooth Core specifikace byly dodatečně přidány další dva L2CAP režimy:
- Režim opakovaného přenosu (ERTM): vylepšená verze původního režimu; zajišťuje spolehlivost L2CAP kanálu.
- Režim datového toku (SM): velmi jednoduchý způsob – bez přenosu nebo řízení toku dat; režimem je dána nespolehlivost L2CAP kanálu.

Spolehlivost v každém z těchto režimů je volitelně nebo dodatečně zaručena nižší vrstvou Bluetooth BDR/EDR rozhraní, a to podle konfigurace, počtu opakovaných přenosů a vypršení času (doba, po které budou vyprázdněny pakety). Pouze L2CAP kanál nakonfigurován v ERTM nebo SM režimu může být logickým propojením na AMP.

#### SDP
Service Discovery Protocol (SDP) umožňuje jednomu zařízení nalézat služby podporované dalšími zařízeními, a jejich přidružené parametry. Například při připojení mobilního telefonu do náhlavní soupravy Bluetooth, bude SDP použito pro určení toho, které Bluetooth profily jsou podporovány náhlavní soupravou (hands free profil, A2DP, atd.) a multiplexní nastavení protokolu potřebného pro připojení ke každému z nich. Každá služba je identifikována (UUID), oficiální služba Bluetooth profilů přidělí krátkou formu UUID (16 bitů místo 128).

#### HCI
Standardní komunikace mezi hostitelem (např. PC nebo OS mobilního telefonu) a řadičem (Bluetooth IC). Tento standard umožňuje přijímajícímu protokolu nebo řadiči IC být vyměněn s minimální úpravou. Existuje několik HCI norem transportní vrstvy, z nichž každá používá jiné hardwarové rozhraní pro přenos stejného příkazu, události nebo datového paketu. Nejčastěji používané jsou USB (v PC) a USART (do mobilních telefonů a PDA). V Bluetooth zařízení s jednoduchou funkcí (např. sluchátka), hostitelský protokol a řadič mohou být realizovány na stejném mikroprocesoru. V tomto případě HCI je nepovinné, ale často je implementováno jako vnitřní softwarové rozhraní.

#### RFCOMM
Radiofrekvenční komunikace (RFCOMM) je náhrada kabelového protokolu, který slouží k vytvoření virtuálního sériového datového toku. RFCOMM poskytuje binární přenos dat a emuluje EIA-232 (dříve RS-232) řídící signály ve vrstvě Bluetooth pásma. RFCOMM nabízí jednoduchý spolehlivý datový proud k uživateli, podobně jako TCP protokol. Používá se na mnoha telefonních profilech jako nosič pro AT příkazy, stejně jako transportní vrstva pro OBEX přes Bluetooth. Mnoho aplikací používá Bluetooth RFCOMM pro jeho širokou podporu a veřejně dostupné API na většině operačních systémů. Kromě toho mohou aplikace, které používají sériový port pro komunikaci, použit i RFCOMM.

#### BNEP
BNEP se používá pro přenos dat jiným protokolem přes kanál L2CAP. Jeho hlavním účelem je přenos IP paketů v síti PAN. BNEP plní podobnou funkci SNAP v bezdrátové sítě LAN.

#### AVCTP
Používá dálkově ovládaný profil pro přenos audio/video komunikačních příkazů přes kanál L2CAP. Tlačítko pro ovládání hudby na stereo headsetu používá tento protokol k ovládání hudebního přehrávače.

#### AVDTP
Používá rozšířený audio přenosový profil na přenos hudby do stereo sluchátek s mikrofonem přes kanál L2CAP. Je též určen k distribuci video profilu v Bluetooth přenosu.

#### Telefonní kontrolní protokol
Telefonní kontrolní binární protokol (TCS BIN) je protokol, který definuje řízení hovorů pro vytvoření hlasové a datové komunikace mezi dvěma zařízeními Bluetooth. Dále definuje postupy pro řízení mobility, pro manipulaci skupiny Bluetooth zařízení TCS. TCS-BIN se používá pouze v bezdrátovém telefonním profilu, který nedokázal zaujmout a prosadit. Jako takový je to pouze historický význam.

### Adoptované protokoly
Mezi Bluetooth protokoly patří i adoptované standardy, které jsou definovány jinými organizacemi. Tak je umožněno jejich využití v rámci Bluetooth protokolů jen v případě, že je to nutné. Adoptované protokoly zahrnují:
Point-to-Point protokol (PPP)Standardní internetový protokol PPP pro přenos IP datagramů přes spojení Point-to-Point.
TCP/IP/UDPZákladní protokoly pro sadu protokolů TCP/IP.
Objektově výměnný protokol (OBEX)Relační vrstva protokolu pro výměnu objektů. Poskytuje model pro reprezentaci objektů a operací.
Bezdrátové aplikační prostředí, Bezdrátový aplikační protokol (WAE/WAP)WAE specifikuje aplikační rámec pro bezdrátová zařízení. WAP je otevřený standard poskytující mobilním uživatelům přístup k telefonním a informačním službám.

### Základní oprava chyb
V závislosti na typu paketu, mohou být jednotlivé pakety chráněny opravou chyb. Míra opravených chyb je 1/3 (FEC) nebo 2/3. Kromě toho, pakety s CRC kontrolou budou přenášeny, dokud nebude potvrzeno že byly přeneseny bez chyb (zpětná vazba s automatickým opakováním – anglicky Automatic repeat request, ARQ).

### Nastavení připojení
Všechna Bluetooth zařízení v režimu viditelnosti předávají na vyžádání tyto informace:
- Název zařízení
- Třída zařízení
- Seznam služeb
- Technické informace (např.: funkce zařízení, výrobce, použitá Bluetooth specifikace)

Jakékoliv zařízení může vyhledávat další zařízení a každé zařízení je možné nakonfigurovat tak, aby reagovalo na různé dotazy. Nicméně, pokud se zařízení snaží připojit ke známému zařízení, vždy reaguje přímými požadavky na připojení. Pokud je zařízení neznámé, zažádá o zaslání zpětných informací uvedených výše v seznamu. Služby používané zařízením mohou vyžádat párování nebo potvrzení od vlastníka zařízení. Spojení může být zahájeno každým zařízením a navázané dokud je v dosahu Bluetooth. Každé zařízení má unikátní 48bitovou adresu. Tyto adresy nejsou obvykle zobrazeny. Místo toho jsou používány názvy, které mohou být nastaveny uživatelem. Tento název se zobrazí, v případě kdy uživatel hledá zařízení v seznamu spárovaných zařízení. Většina telefonů má ve výchozím nastavení název nastaven na výrobce a model telefonu. Speciální programy mohou získat další informace o vzdálených zařízeních a v případě kde je v dosahu více telefonů například se jménem T610 to může být matoucí (viz Bluejacking).

### Párování
Mnohé z nabízených služeb Bluetooth je zveřejnění soukromých dat, nebo ovládání připojeného Bluetooth zařízení. Z bezpečnostních důvodů je nutné, aby bylo schopno rozpoznat konkrétní zařízení a umožnit tak kontrolu nad zařízením, které se může připojit k danému Bluetooth. Zároveň je vhodné pro Bluetooth zařízení, být schopné navázat spojení bez zásahu uživatele (například: jakmile je v dosahu Bluetooth). K vyřešení tohoto problému využívá Bluetooth, proces zvaný „Párování“. Proces párování se spustí buď zvláštní žádostí od uživatele vytvářející spojení (např.: uživatel výslovně požádá o přidání Bluetooth zařízení), nebo je automaticky spuštěn při prvním připojení ke službě, kde je z bezpečnostních účelů nutná první identifikace zařízení. Tato dvě propojení jsou označovány jako jednoúčelové a všeobecné spojení. Párování často zahrnuje určitou spolupráci s uživatelem, spolupráce je základem potvrzení totožnosti zařízení. Po úspěšném spárování je vytvořen spoj mezi dvěma zařízeními. Tyto dvě zařízení je možné v budoucnu propojit bez nutnosti nového párovacího procesu, za účelem potvrzení identity těchto zařízení. V případě nutnosti může být uživatelem párovací proces odstraněn.

### Realizace párování
Během procesu párování dvou zařízení navazující spojení, vytváří obě zařízení společný tajný klíč. Pokud je klíč uložen v obou zařízeních, říkáme tomu párování. Zařízení, které chce komunikovat pouze se spárovaným zařízením, lze kryptograficky ověřit. Ověřením druhého přístroje se lze ujistit, že se jedná o stejně spárované zařízení jako předtím. Jakmile byl klíč mezi zařízeními vygenerován a ověřen, mohou být data šifrována. Tím že data jsou šifrována a posílána bezdrátově jsou chráněna proti odposlechu. Klíče mohou být kdykoli vymazány v obou zařízeních. Pokud se klíč vymaže, bude odstraněno propojení mezi zařízeními. Je možné, aby v jednom ze zařízení byl klíč uložen, ale již nebude vázán na zařízení související s daným klíčem. Bluetooth služby obecně vyžadují buď šifrování nebo autentizaci, a proto vyžaduje párování umožňující vzdálené využívání dané služby.

### Párovací mechanismy
Párovací mechanismy se významně změnily se zavedením jednoduchého zabezpečení u Bluetooth v2.1. Následující text shrnuje párovací mechanismy různých zařízení:
- Dědičné párování: Tato metoda je k dispozici pouze u Bluetooth v2.0 a předchozích verzí. Každé ze zařízení musí zadat PIN kód, shodují-li se oba kódy, spárování je úspěšné. Jakýkoliv 16bitový řetězec UTF-8 může být použit jako PIN kód, ale ne všechna zařízení mohou být schopná přijímat všechny možné PIN kódy.
  - Omezení vstupního zařízení: Jasným příkladem této kategorie jsou zařízení Bluetooth handsfree. Tato zařízení mají obvykle pevně daný PIN, např. "0000" nebo "1234", který je pevně zakódován do zařízení.
  - Číselný vstup: Mobilní telefony jsou klasické příklady těchto zařízení. Umožňují uživateli zadat číselnou hodnotu až 16 číslic.
  - Alfanumerický vstup: Počítače a smartphony jsou příkladem těchto zařízení. Umožňují uživateli zadat vstupní UTF-8 text jako PIN kód. Je-li vytvářeno párování s méně schopným zařízením, musí si uživatel uvědomit omezených možností druhého zařízení. Pro zařízení neexistuje žádný mechanismus, jak sdělit svá omezení.
- Jednoduché bezpečné párování (SSP): Jednoduché párování je nutné u Bluetooth v2.1. Bluetooth zařízení používá pouze párování vzájemně spolupracující s verzí 2.0 a se starším zařízením. Párování používá kryptografii s veřejným klíčem a má následující režimy:
  - Přímé párování: Jak vyplývá z názvu, tato metoda funguje bez nutnosti spolupráce s uživatelem, nicméně zařízení může vyzvat uživatele k potvrzení párovacího procesu. Tato metoda se obvykle používá u handsfree sluchátek s velmi omezenou možností vstupu/výstupu, je bezpečnější než pevný PIN mechanismus, který se obvykle používá pro spárování starších zařízení. Tato metoda neposkytuje ochranu MITM (Man in the middle).
  - Číselné porovnání: Pokud obě zařízení mají displej a alespoň jedno z nich může přijmout potvrzující kód zadaný uživatelem, zařízení mohou použít číselné porovnání. Tato metoda zobrazí 6místný číselný kód na každém zařízení. Uživatel by měl porovnat čísla, aby bylo zajištěno, že jsou shodná. Pokud je porovnání čísel úspěšné, uživatel může potvrdit párování a zařízení může začít přijímat vstupní data. Tato metoda poskytuje MITM ochranu za předpokladu, že uživatel na obou zařízeních potvrdí PIN kód a provedené srovnání je skutečně správné.
  - Přístupový klíč: Tato metoda může být použita mezi zařízením které má displej a zařízením s numerickými tlačítky (například klávesnice), nebo mezi dvěma zařízeními s numerickou klávesnicí. V prvním případě displej slouží k zobrazení 6místného číselného kódu pro uživatele, který pak zadá vstupní kód na klávesnici. V druhém případě uživatel na každém zařízení zadá stejné 6místné číslo. V obou případech poskytují MITM ochranu.
  - Mimopásmová: Mimopásmová metoda používá externí komunikační prostředky, jako je výměna některých informací použitých pří procesu párování (NFC). Párování je dokončeno za použití Bluetooth, ale vyžaduje informace z OOB mechanismu. Metoda poskytuje pouze ochranu na úrovni MITM, která je k dispozici v OOB mechanismu.

SSP je považován za jednoduchý z následujících důvodů:
- Ve většině případů nepotřebuje uživatel generovat klíč.
- Použití v případech které nevyžadují ochranu MITM, byla odstraněna spolupráce s uživatelem.
- Jednoduchým porovnáním čísel může být dosažena MITM ochrana.
- Použití OOB s NFC umožní spárovat zařízení pouze jsou-li dostatečně blízko, než aby se zařízení navzájem zdlouhavě vyhledávaly.

### Bezpečnostní opatření
Před Bluetooth v2.1, bylo šifrování nepovinné a kdykoli mohlo být vypnuto. Šifrovací klíč je použitelný přibližně 23,5 hodin. Použitím jediného klíče déle než tuto dobu, lze šifrovací klíč získat jednoduchými XOR útoky.
- Šifrování je potřebné vypnout v několika běžných operací. Problém je jak zjistit, zda je skutečný důvod šifrování zakázat nebo kvůli zabezpečení proti útoku.
- Bluetooth v2.1 to řeší některým z následujících způsobů:
  - Šifrování je požadované pro všechna připojení, které nepoužívají protokol SDP (Service Discovery Protocol).
  - Nová šifrovací funkce pozastavení a obnovení se používá pro všechny běžné operace, které vyžadují vypnuté šifrování. Umožňuje to snadnou identifikaci normálního provozu od bezpečnostních útoků.
  - Šifrovací klíč je nutné obnovit před vypršením jeho platnosti.

Odkazující klíče mohou být uloženy v souborovém systému zařízení a ne na samotném Bluetooth čipu. Mnoho výrobců Bluetooth čipů umožňuje odkazující klíče ukládat v zařízení. Pokud je zařízení odnímatelné znamená to, že klíč se bude přenášet spolu se zařízením.

### Rádiové rozhraní
Protokol pracuje v bezlicenčním ISM pásmu na frekvencích 2.402-2.480 GHz. Aby se zabránilo rušení s jinými protokoly, které používají frekvenci 2,45 GHz, Bluetooth protokol dělí pásmo na 78 kanálů (každý je široký 1 MHz), změna kanálů je až 1600 krát za sekundu. Implementace s verzemi 1.1 a 1.2 dosáhne rychlosti 723,1 kbit/s. Implementací funkce Bluetooth EDR u verze 2.0 dosáhne rychlosti 2,1 Mbit/s. Technicky vzato, zařízení verze 2.0 mají vyšší spotřebu energie, ale třikrát rychlejší čas přenosu. Za předpokladu stejné provozní zátěže efektivně snižují spotřebu energie na polovinu.

## Bezpečnost

### Přehled
Bluetooth realizuje důvěrnou autentizaci a odvození klíče s vlastním algoritmem, který je založen na šifrovacím algoritmu SAFER + blokové šifry. Generování klíčů je obecně založeno na PIN kódu, který musí být zapsán v obou zařízení. Tento postup může být upraven, pokud jeden z přístrojů má pevný PIN (například headsety nebo podobná zařízení s omezeným uživatelským rozhraním). Při párování, je inicializační nebo hlavní klíč generován s použitím algoritmu E22. Streamová šifra E0 se používá k šifrování paketů poskytující důvěrnost. Šifra je založena na sdíleném kryptografickém utajení, a to zejména před vytvořením párovacího nebo hlavního klíče. Tyto klíče, které se používají pro následné šifrování dat přenášených prostřednictvím bezdrátového rozhraní, se spoléhají na Bluetooth PIN, který byl zapsán do jednoho nebo obou zařízení.
Přehled o zranitelnosti Bluetooth byl vydán Andreasem Beckerem v roce 2007.
Národní institut pro standardy a technologii (NIST) zveřejnil v září roku 2008 pokyny k zabezpečení Bluetooth. Přehled bude sloužit jako doporučení organizacím, k efektivnějšímu zabezpečení funkce a technologie Bluetooth. Přestože Bluetooth má své výhody, je citlivý na útoky DoS, odposlechy, MITM útoky a modifikaci zpráv. Uživatelé nebo organizace musí zhodnotit přijatelnou míru rizika a začlenit bezpečnost do Bluetooth zařízení. Pomoci snížit rizika může dokument NIST. Dokument obsahuje bezpečnostní směrnice s pokyny a doporučením pro vytváření a zachování bezpečných Bluetooth piconet sítí, sluchátek a čteček čipových karet.
Bluetooth v2.1 bylo dokončeno v roce 2007, ale poprvé se ve spotřební elektronice objevilo až v roce 2009, když významnou změnou bylo zabezpečení Bluetooth, včetně párování. Pro více informací o těchto změnách se podívejte na #Párovací mechanismy.

### Bluejacking
Bluejacking se používá pro zasílání různých nevyžádaných zpráv na jiná zařízení ve formě vizitek nebo obrázků prostřednictvím bezdrátové technologie Bluetooth. Běžným použitím jsou krátké zprávy (např. "Právě jsi byl napaden bluejackingem!"). Bluejacking neodstraňuje ani nemění jakákoliv data v zařízení.

### Historie bezpečnosti

#### 2001–2004
V roce 2001 pánové Jakobsson a Wetzel z Bellových laboratoří objevili chyby v Bluetooth párovacím protokolu a také poukázali na chyby v šifrovací schématu. V roce 2003 Ben a Adam Lauriovi z A. L. Digital zjistili závažné nedostatky v implementaci zabezpečení Bluetooth, které může vést k vyzrazení osobních údajů. Martin Herfurt z trifinite.group na výstavě CeBIT předvedl další experiment, který ukázal důležitost tohoto problému. Pro tento experiment byl použit nový útok nazvaný BlueBug. V roce 2004 se mezi mobilními telefony s OS Symbian pomocí Bluetooth šířil první virus; byl poprvé popsán v bezpečnostním softwaru firmy Kaspersky Lab. Virus vyžaduje, aby uživatelé potvrdili instalaci neznámého softwaru dříve, než se vir může dále rozšířit. Tento virus byl napsán skupinou autorů známých jako "29A" a poslán k antivirové skupině. Bezpečnostní hrozba pro Bluetooth nebo Symbian OS měla být považována za možnou (ale ne skutečnou), protože virus se nikdy nešíří mimo tento systém. Světový experiment (viz Bluetooth ostřelování) v srpnu 2004 ukázal, že dosah druhé třídy Bluetooth přenosu se směrovou anténou a zesilovačem signálu mohl být rozšířen na 1,78 km. To představuje potenciální bezpečnostní riziko, protože umožňuje útočníkům neočekávaný dálkový přístup k Bluetooth zařízení. Útočník musí mít možnost vytvořit spojení a z oběti získat informace. Na Bluetooth zařízení nelze provést žádný útok, pokud útočník nezná danou Bluetooth adresu a kanál, na kterém přenáší data.

#### 2005
V lednu 2005, mobilní malwarový virus známý jako Lasco začal napadat mobilní telefony používající Symbian (platforma serie 60) pomocí Bluetooth zařízení. Sám sebe replikoval a šířil se do jiných zařízení. Vlastní instalace viru začala, jakmile uživatel mobilního zařízení schválil přenos souboru (velasco.sis) z jiného zařízení. Po instalaci virus začal hledat další zařízení, které by mohl nakazit. Kromě toho, že virus infikuje další SIS soubory v zařízení s použitím vyměnitelných médií (Secure Digital, Compact Flash, apod.) umožňuje replikaci do jiného zařízení. Virus může způsobit nestabilitu zařízení.
V dubnu 2005, výzkumníci pro bezpečnost na universitě v Cambridge zveřejnili výsledky realizace pasivních útoků na PIN, založené na párování mezi komerčními Bluetooth zařízeními. Pasivní útoky se rychle potvrdily a Bluetooth zařízení se symetrickým klíčem bylo zranitelné. Pro opravení této chyby se implementoval asymetrický klíč, který ukázal že silnější a je realizovatelný pro některé skupiny zařízení, jako jsou například mobilní telefony.
V červnu 2005, pánové Yaniv Shaked a Avishai Wool publikovali dokument popisující pasivní i aktivní metody pro získání PIN kódu u Bluetooth spojení. Pasivní útok umožňuje vhodně vybavenému útočníkovi odposlouchávat komunikaci v případě, že útočník byl přítomen při úvodním spárování. Aktivní metoda využívá speciálně konstruovanou zprávu, která musí být vložena na určitém místě v protokolu, aby obě zařízení opakovaly párovací proces. Poté může být použita první metoda prolomení PINu. Tento útok vyžaduje, aby uživatel znovu zadal PIN do zařízení, které je pod útokem hackera. Kromě toho tento aktivní útok pravděpodobně vyžaduje vlastní hardware, jelikož většina komerčně dostupných zařízení Bluetooth nemá nezbytné načasování.
V srpnu 2005, policie v Cambridgeshire vydala varování o zlodějích, kteří pomocí Bluetooth telefonu sledovali zařízení, které zůstávaly v automobilech. Policie radila uživatelům, aby takto ponechaná zařízení (např. notebooky) v automobilu deaktivovaly.

#### 2006
V dubnu 2006 výzkumníci z firmy Secure Network a F-Secure zveřejnili zprávu, která varovala, že je velké množství zařízení ponecháno ve viditelném stavu. Statistické údaje ukázaly šíření různých Bluetooth služeb, případně snadné rozšíření Bluetooth viru.

#### 2007
V říjnu 2007 na lucemburské bezpečnostní konferenci Hack.lu, Kevin Finistere a Thierry Zoller demonstrovali dálkové spuštění root shellu na Mac OS X v10.3.9 a v10.4 pomocí Bluetooth. Poprvé předvedli první PIN pro Bluetooth a Linkkeys cracker, který je založen na výzkumu vlnění a otřesu.

#### 2018
Výzkumníci z Technion-Israel Institute of Technology Computer Science Department a Hiroshi Fujiwara Cyber Security Research Center objevili zranitelnost, která se týká velké většiny zařízení a kterou Google označil jako těžkou. Výzkumníci ani neočekávají, že většina zařízení bude záplatována.

#### 2023
V roce 2023 bylo objeveno, výzkumníkem Danielem Antoniolim z Eurocom, 6 nových útoků se skupinovým názvem BLUFFS. Tyto útoky využívaly neobjevené slabiny v procesu výměny šifrovacích klíčů mezi zařízeními, které se chtějí spárovat. Útočník se dokáže dostat mezi tyto dvě komunikující zařízení a vzít jim jejich data. 

## Komerční využití

### Bluetooth marketing
Bluetooth marketing je forma reklamy, při jejímž použití se reklamní sdělení distribuuje prostřednictvím technologie Bluetooth. Využívá se skutečnosti, že technologií Bluetooth je v dnešní době vybavena většina mobilních telefonů a velké množství notebooků, tabletů a podobných zařízení.
Reklamní sdělení je nejprve nahráno do Bluetooth jednotky, která automaticky vyhledává mobilní zařízení s aktivní technologií Bluetooth a oslovuje je s nabídkou stažení obsahu s přidanou hodnotou. Může se jednat o slevový kupón, vizitku, která se přímo uloží do seznamu kontaktů telefonu, nebo kupříkladu html stránku.
Na rozdíl od Bluejackingu není cílem obtěžovat či poškodit příjemce, ale předat mu reklamní sdělení.
Bluetooth reklamní kampaň je dobré doplnit výzvou k zapnutí Bluetooth a informací o obsahu, který je možné získat. To může být realizováno například plakátem, reklamní tabulí či reklamním totemem v blízkosti Bluetooth jednotky.

### Bluetooth a zdravotní péče
Bluetooth technologie se stále více rozšiřuje i do oblasti zdravotní péče. Je zde využívána pro připojení nositelných zařízení, monitorování zdravotního vztahu nebo i k zvýhodnění a zjednodušení celkové péče.
K monitorování zdravotního vztahu se dají využít například chytré hodinky nebo biosenzory, které nám umožní sledovat tělní funkce, jako je srdeční frekvence, krevní tlak, stav glukózy v krvi, nebo kvalita či délka spánku. Tyto data zvládají zařízení ihned zasílat do nainstalované aplikace nebo přímo lékařům. Celkově mohou taková zařízení pomáhat k prevenci vážnějšího stavu a ulehčují pacientům sledovat svůj zdravotní stav bez nutnosti návštěvy lékaře. 
Bluetooth technologie se také používá přímo ve zdravotnických zařízeních v místnostech pro zotavování, na operačních sálech nebo na jednotkách intenzivní péče, kde pomáhá s monitorováním pacientů na dálku, bez neustálé přítomnosti zdravotníka. S touto inovací zvládnou lékaři rychle reagovat na změnu stavu pacienta a šetří zároveň náklady na zdravotnické systémy.

## Zdravotní hlediska
Bluetooth využívá mikrovlnné rádiové frekvenční spektrum na frekvencích 2,402 GHz až 2,480 GHz. Maximální výkon Bluetooth je 100 mW, 10 mW a 1 mW pro zařízení třídy 1, 2 a 3. Třída 1 zhruba odpovídá výkonu mobilních telefonů. Další dvě třídy mají mnohem menší výkon, a proto jsou potenciálně méně nebezpečné. Třída 1 je srovnatelná s výkonem mobilních telefonů: například maximum pro třídu 1 je 100 mW pro Bluetooth, 250 mW pro UMTS W-CDMA, 1 W pro GSM1800/1900 a 2 W pro GSM850/900.

## Světový pohár marketingové inovace Bluetooth
Světový pohár v marketingové inovaci Bluetooth je mezinárodní soutěží podporující rozvoj novinek a nových nápadů využívající nízkoenergetickou bezdrátovou technologie Bluetooth v oblasti sportu, fitness a zdravotní péče. Světový pohár v oblasti novinek Bluetooth je iniciativa sdružení SIG (Bluetooth Special Interest Group).
Cílem soutěže je podpořit nový trh. Vytvoření nové oblasti s použitím bezdrátového přenosu dat a stanovení standardu nízkoenergetické technologie Bluetooth. Tato iniciativa bude pokračovat po dobu tří let poté, co začala 1.6.2009.

### Bluetooth inovace 2009
V roce 2009 proběhl první mezinárodní světový pohár v Bluetooth inovaci. Přilákal více než 250 mezinárodních účastníků dokládající množství příležitostí pro vývoj výrobků s novou nízkoenergetickou technologií Bluetooth. Na světovém poháru v inovaci Bluetooth byly zúčastněny firmy Nokia, Freescale Semiconductor, Texas Instruments, Nordic Semiconductor, STMicroelectronics a Brunel.

### Bluetooth inovátor roku 2009
Sdružení Bluetooth SIG 8. února 2010, udělilo Edwardu Sazonovi titul Bluetooth inovátor roku 2009 za projekt inovace fyzické aktivity (Physical Activity Innovations PPL). Sazonov obdržel toto uznání na oficiálním předávání cen, které se konalo na největším světovém veletrhu sportovních potřeb ISPO 2010. Cena obsahovala finanční odměnu 5 000 € a poukázku na Bluetooth kvalifikační program v hodnotě až 10 000 $. Sazonovův vítězný nápad Fit Companion, je malý nenápadný senzor, který při připnutí k oblečení nebo zabudovaný do boty, poskytuje zpětnou vazbu o fyzické aktivitě člověka. Datový přenos přes nízkoenergetickou technologii Bluetooth, může pomoci jednotlivcům, zhubnout a dosáhnout optimální tělesné aktivity. Tento měřící přístroj je určen pro použití jak ve vrcholné přípravě sportovců, tak i pro běžné denní aktivity, jako je chůze nebo domácí práce. Tento jednoduchý měřící přístroj, může být řešením pro snížení obezity.

### Inovace Bluetooth 2010
Dne 1. června 2010 sdružení Bluetooth SIG oznámilo zahájení druhé inovace Bluetooth na světovém poháru (IWC). V roce 2010 se světový pohár v inovaci Bluetooth zaměřil na použití ve sportu, fitness, zdravotnické péči, řízení a informování domácnosti.